# Szapur II
Szapur II (ur. 309, zm. 379) – król Persji z dynastii Sasanidów w latach 309–379.
Szapur został królem w chwili urodzenia, gdyż z inicjatywy magnatów po śmierci Hormizdasa II zabito najstarszego syna króla, oślepiono drugiego i wtrącono do więzienia trzeciego.
Po osiągnięciu pełnoletniości (16 lat, w 325 roku) i przejęciu władzy, Szapur II zapisał się w historii dzięki swoim sukcesom militarnym i odbudowaniu świetności Persji. W 325 uśmierzył brutalnie bunt plemion wschodnioarabskich, część plemion przesiedlono do Kirmanu.
Początkowo był tolerancyjny względem chrześcijan, lecz od około 340 roku zaczął ich prześladować, jako potencjalnych agentów Cesarstwa rzymskiego, które od Konstantyna Wielkiego sprzyjało chrześcijaństwu.
W 359, po wyczerpującym 73-dniowym oblężeniu, zdobył Amidę, potężną twierdzę nad górnym Tygrysem. W 367 zaatakował rzymską Armenię i pokonał jej króla Arszaka II.